# Mel da Terra Quente
O Mel da Terra Quente DOP é um produto de origem portuguesa com Denominação de Origem Protegida pela União Europeia (UE) desde 21 de junho de 1996.

## Agrupamento gestor
O agrupamento gestor da denominação de origem protegida "Mel da Terra Quente" é a Agrupamento de Apicultores do Nordeste.